# 卡津人

阿卡迪亚那二十二县，红色为卡津人在路易斯安那州的分布

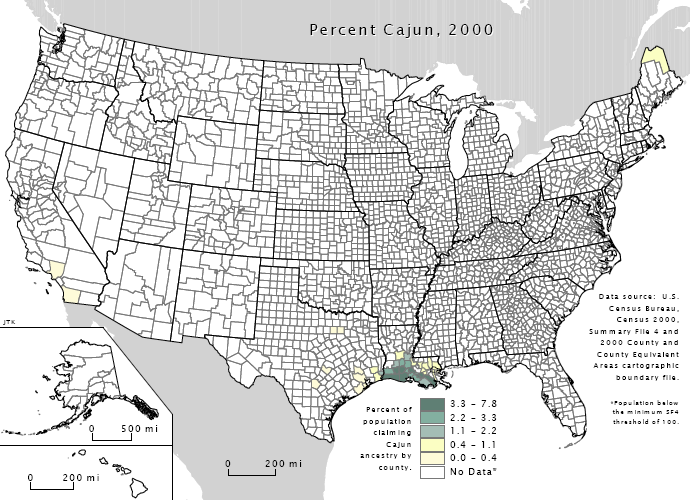

阿卡迪亚克里奥尔人（英語：Acadian-Creoles），或称卡津人、肯郡人（英語：Cajuns），是指主要居住在美国路易斯安那州的一个族群，他们主要由被流放的阿卡迪亚人组成。自在路易斯安那定居后，卡津人发展出了生机勃勃的文化，包括独特的风俗、音乐和料理。

## 起源
卡津人是在七年战争的北美战场——法國－印第安人戰爭中被英国流放至十三殖民地的。当时英国对说法语的阿卡迪亚人十分不信任，于是将他们驱逐出了阿卡迪亚。在《1763年巴黎条约》签订后，部分阿卡迪亚人回到了加拿大，但留在路易斯安那的阿卡迪亚人则与当地其他族群的人通婚，慢慢演化成了卡津人。